# Raabs an der Thaya
Raabs an der Thaya es un municipio del distrito de Waidhofen an der Thaya, situado en la región de Waldviertel en el estado de Baja Austria (Austria), cerca de la frontera con la República Checa. 
El río Thaya alemán y el Thaya moravo se unen para formar el río Thaya en Raabs an der Thaya.
En el municipio se encuentra un castillo del siglo XI, conocido en checo como Rakous, dando origen a la denominación de Austria en los idiomas checo y eslovaco, Rakusko.